# 헝거 게임: 모킹제이
《헝거 게임: 모킹제이》(영어: The Hunger Games: Mockingjay – Part 1)는 프랜시스 로런스가 감독, 대니 스트롱과 피터 크레이그가 각본을 맡은 2014년 미국의 판타지 액션 영화이다. 수잔 콜린스의 《헝거 게임 3부작》 중 마지막 권인 《모킹제이》를 원작으로 하는 두 편의 영화 가운데 첫 번째 작품이자 《헝거 게임 영화 시리즈》의 세 번째 작품이다. 제니퍼 로렌스와 조시 허처슨, 리엄 헴스워스, 우디 해럴슨. 엘리자베스 뱅크스, 줄리앤 무어, 필립 시모어 호프먼, 제프리 라이트, 스탠리 투치, 도널드 서덜랜드가 출연한다. 《헝거 게임: 캣칭 파이어》의 속편이자 《헝거 게임: 더 파이널》로 이어지는 작품이다. 또한 2014년에 개봉된 이 영화는 part1에 속한다.

## 캐스팅
- 제니퍼 로런스 - 캣니스 에버딘
- 조시 허처슨 - 피타 멜라크
- 리엄 헴스워스 - 게일 호손
- 우디 해럴슨 - 헤이미치 애버내시
- 엘리자베스 뱅크스 - 에피 트링켓
- 필립 시모어 호프먼 - 플루타르크 헤븐스비
- 줄리앤 무어 - 알마 코인 대통령
- 도널드 서덜랜드 - 스노우 대통령
- 내털리 도머 - 크레시다
- 샘 클라플린 - 피닉 오데어
- 로버트 네퍼 - 안토니우스
- 제나 멀론 - 조한나 메이슨
- 스탠리 투치
- 제프리 라이트

## 줄거리
헝거게임이 끝나고 캣니스의 고향인 12구역이 캐피톨의 폭격으로 파괴되자 그녀는 절망감으로 괴로워한다. 12구역의 생존자들이 13구역에 있다는 것을 알게 된 캣니스는 반정부 세력의 중심이 된다. 어떤 공격도, 어떤 감시도 피할 수 있는 전설의 13구역을 다스리는 대통령 코인은 캣니스에게 혁명의 불꽃이자 반군의 상징인 모킹제이가 되어달라고 부탁하고, 모두의 희망이 된 캣니스는 이제 세상을 구할 반격을 시작한다.